# Darfur-Konflikt

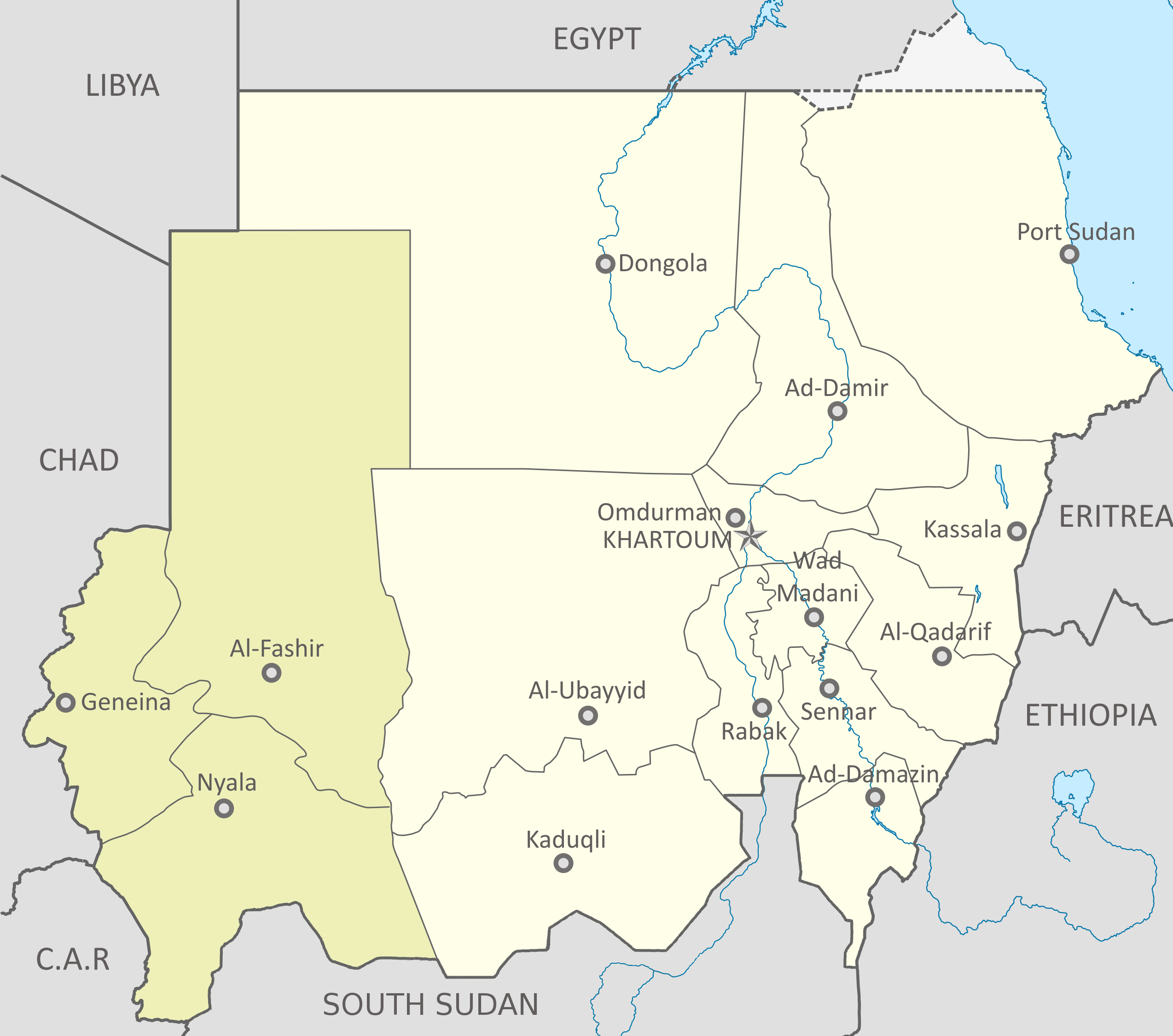
Sudanesische Bundesstaaten der Region Darfur

Der Konflikt in Darfur ist eine seit 2003 andauernde bewaffnete Auseinandersetzung zwischen den verschiedenen Volksgruppen in Darfur und der sudanesischen Regierung in Khartum. Dabei fordern aus schwarzafrikanischen Stämmen hervorgegangene Rebellenbewegungen mehr Mitbestimmung im Staat und eine Entwicklung ihrer Region. Die Regierung geht militärisch gegen die Rebellen vor und unterstützt in diesem Kampf lokale Milizen, die aus arabischen Reiter-Nomaden bestehen und unter der Bezeichnung Dschandschawid (arabisch dschinn „Geist, Dämon“; dschawad „Pferd“) bekannt geworden sind.
Etwa 200.000 Menschen sind bis 2007 durch den Konflikt umgekommen. Eine UN-Schätzung geht für Anfang 2008 von 300.000 Toten aus. Diese Zahl hatte sich bis 2016 nach einer unsicheren Schätzung verdoppelt. Schätzungsweise 2,66 Millionen waren im Dezember 2015 innerhalb der Region Darfur vertrieben. Sie werden als IDP („Internally displaced persons“) bezeichnet. Nach anderen Angaben starben durch den Konflikt bis 2019 rund 400.000 Menschen und weitere 2 bis 3 Millionen von insgesamt 7,2 Millionen Menschen wurden aus ihrer Heimat vertrieben. Die Dschandschawid und sudanesische Regierungstruppen begingen schwere Menschenrechtsverletzungen. Dazu gehören die Zerstörung von Dörfern, Massaker an der Zivilbevölkerung und Vergewaltigungen. Amnesty International macht darüber hinaus sudanesische Regierungseinheiten für den Einsatz chemischer Kampfstoffe im Jahr 2016 verantwortlich.
Der Konflikt hat sich auch auf grenznahe Gebiete Tschads ausgeweitet und einige Tausend Darfuris sind in die Zentralafrikanische Republik geflohen. Seit 2007 ist mit UNAMID eine der weltweit größten UN-Friedensmissionen in Darfur stationiert. Im Oktober 2009 befanden sich von den für die Mission einzusetzenden 26.000 Polizisten und Soldaten 19.000 Einsatzkräfte vor Ort. Blockierende Maßnahmen der sudanesischen Regierung, bürokratische Hürden sowie Probleme bei der Zusammenarbeit der Truppenteile erschweren die Mission bislang erheblich.

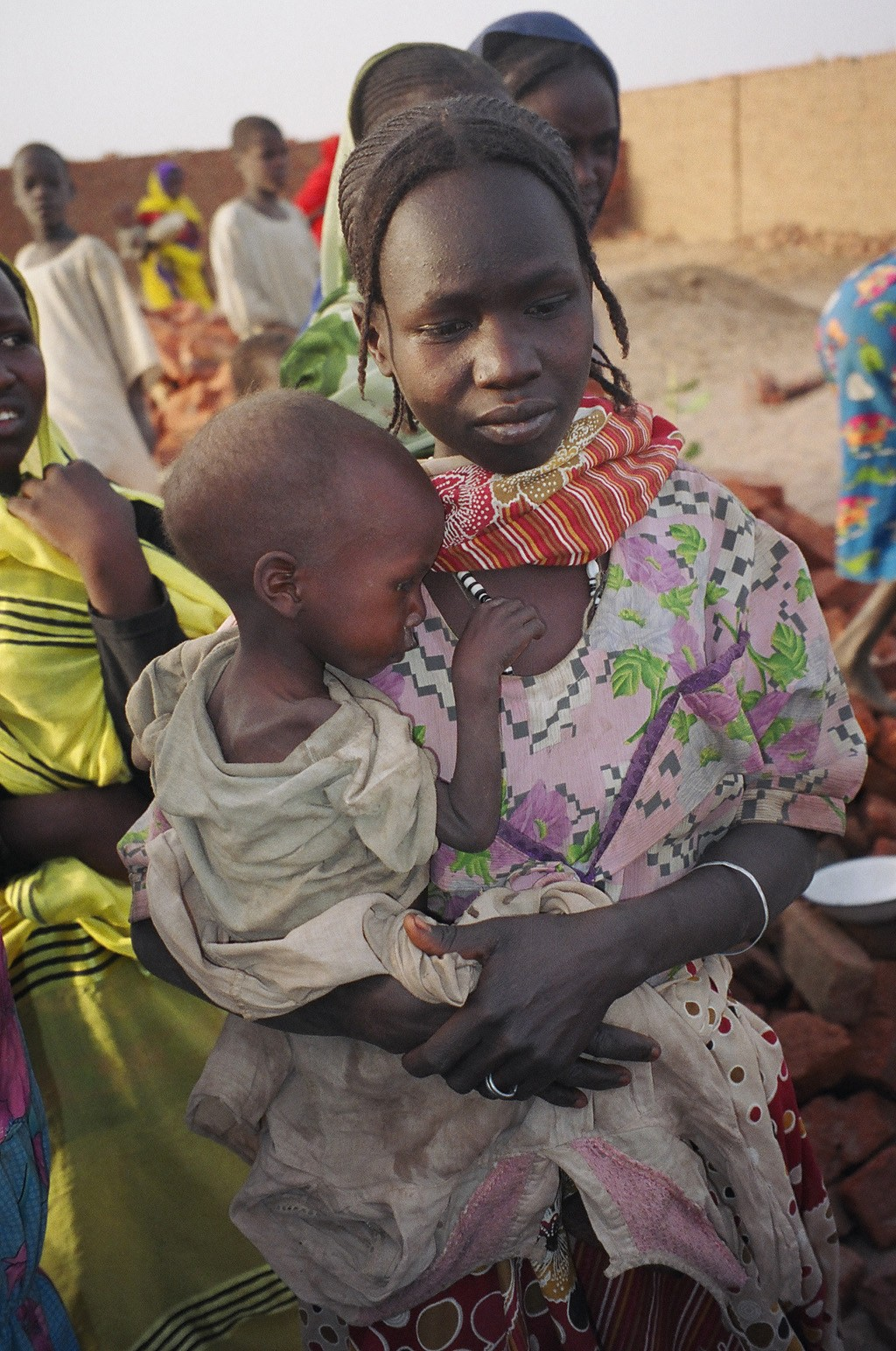
Binnenvertriebene in Norddarfur

## Hintergrund und Vorgeschichte
Die Region Darfur wird von verschiedenen Völkern bewohnt, die man nach ihrer Herkunft in drei Gruppen einteilen kann: schwarzafrikanische Volksgruppen wie die namensgebenden Fur, die knapp ein Drittel der Bevölkerung Darfurs ausmachen und um den zentralen Jebel Marra siedeln, Masalit im Westen und Zaghawa im Norden des Gebietes, und arabische Stämme, die seit dem 13. Jahrhundert in den heutigen Sudan vordrangen und, wo sie Rindernomaden geworden sind, unter der Bezeichnung Baggara zusammengefasst werden. Dazwischen finden sich in allen Teilen Darfurs kleine Volksgruppen wie die Berti, die aus dem Sahel eingewandert sind, durch Kulturübernahme in den letzten Jahrhunderten arabisiert wurden und bei nomadischer Lebensweise auch den Baggara zugerechnet werden können. Es gibt über 30 größere und kleinere Ethnien (arabisch qabail), die in ihrer Mehrheit als Schwarzafrikaner zur nilosaharanischen Sprachfamilie gehören. Die Begriffe „schwarzafrikanisch“ und „arabisch“ sind folglich weniger als ethnische Unterscheidung, denn als sozial konstruierte Identitäten zu verstehen; außerdem beschränkt sich die ethnische Bezeichnung „Araber“ auf eine gemeinsame Herkunftssaga und weitere kulturelle Eigenheiten. Kamelnomaden und Rinderhirten neigen unabhängig ihrer Herkunft dazu, sich als Araber zu identifizieren. Nach der Lebensweise lassen sich Baggara – Rindernomaden, Aballa – Kamelnomaden, Zurga – Bauern und die Stadtbewohner unterscheiden.
Alle Volksgruppen sind sunnitische Muslime, mit einer großen Zahl Anhänger der Tidschānīya-Bruderschaft. Von 1650 bis zur britischen Annexion 1917 war Dar Fur (arabisch „Haus der Fur“) ein unabhängiges Sultanat. Bis Ende des 18. Jahrhunderts war das Herrscherreich ideologisch beschränkt auf die Ethnie der Fur, danach wurde eine volksübergreifende staatliche Verwaltung aufgebaut. Wie aus einem Dekret des letzten Sultans Ali Dinar (regierte 1898–1916) an seine Häuptlinge hervorgeht, wurden Fragen von Land- und Wasserrechten zentral und vorausschauend geregelt. Fur und Masalit lebten bis zu dieser Zeit in hierarchisch strukturierten Staatswesen, deren bürokratischer Apparat erst während der Mahdi-Herrschaft zusammengebrochen ist, die nomadischen Araber dagegen in lockeren Stammesverbänden. Bis zur Unabhängigkeit des Sudan 1956 und ebenso danach wurden kaum Anstrengungen unternommen, die marginalisierte Region wirtschaftlich zu entwickeln. Während der britischen Kolonialzeit stammten die einzigen Einkünfte der Region von ausgewanderten Darfuris, die in den Baumwollplantagen der Gezira-Ebene Arbeit fanden. Lediglich der Bau einer Eisenbahn 1959 von Khartum nach Nyala brachte für den Süden einen gewissen Aufschwung.
Ein Grund für frühere Konflikte war die geografische Lage Darfurs als ein Zentrum für den Sklavenhandel, über das die Sklavenhändler der Fur mit arabischen Händlern zusammen und in Konkurrenz zueinander in der Region Bahr al-Ghazal Sklaven aus schwarzafrikanischen Kleinreichen wie dem Dar Fertit bezogen. Dabei kam es gelegentlich zu Auseinandersetzungen zwischen Fur und Baggara, insbesondere mit den mächtigen Rizeigat im Südosten Darfurs. Weiterhin bestehende alte Konfliktgründe sind Streitigkeiten zwischen Ackerbauern und nomadischen Viehzüchtern um Wasser und Weideland, wobei es umgekehrt zu der gängigen Einteilung auch Ackerbauern, die der arabischen Bevölkerung zugerechnet werden, und schwarzafrikanische Nomaden gibt. Es gab in der Geschichte zwischen sesshaften und nomadischen Gruppen Zeiten der friedlichen Kooperation und Unruhen zu anderen Zeiten. Gewaltsame Streitereien wurden früher mit Speeren ausgetragen und durch Vermittlung der Ältesten beigelegt. Die Auseinandersetzungen verschärften sich durch die Verknappung der Ressourcen durch zwei große Dürreperioden Anfang der 1970er und Mitte der 1980er Jahre. Hinzu kam eine Bevölkerungszunahme von 1,3 Millionen Menschen 1973 auf 3,5 Millionen bis 1983.
Die für frühere Zeiten vielleicht sinnvolle Beschreibung der Konflikte entlang ethnischer Trennlinien hat noch eine gewisse Berechtigung und liefert einen groben Rahmen, ist aber für das Verständnis von teilweise bis auf die Clan-Ebene segmentierten Gesellschaften nicht ausreichend. Konflikte sind historische Prozesse, ihre Ursachen können sich ändern. Die in westlichen Medien vermittelte Reduzierung des Konflikts als Krieg zwischen regierungstreuen Arabern und aufständischen Schwarzafrikanern ist zu kurz gegriffen.

### Ethnische Konflikte als Ursache
Dass die Auseinandersetzungen zwischen den arabischen und schwarzafrikanischen Völkern, die üblicherweise in dem genannten ethnischen Rahmen erklärt werden, nicht Vergangenheit sind, zeigt exemplarisch das Massaker von Ad-Du’ain, einer Handelsstadt an der Bahnlinie zwischen Babanusa und Nyala, im März 1987. In dieser Region im Süden Darfurs lebten zuvor die dominierenden arabischen Viehzüchter der Rizeigat mit Fur, Dinka, Zaghawa und anderen in einem labilen Gleichgewicht zusammen. Nach Beginn des Sezessionskriegs im Südsudan 1983 flohen immer mehr Dinka, Bauern und Hirten, aus dem Süden nach El Diein. Im Mai 1986 waren bereits rund 17.000 Dinka in der Stadt. Es kam zu Streitereien an den Wasserstellen. Am 27. März 1987 griff die Bevölkerung der Stadt die Neuankömmlinge an. Zivilisten gingen mit Stöcken und Speeren gegen andere Zivilisten los. Nach den ersten Todesopfern auf Seiten der Dinka ließ sich ein Teil von der Polizei überreden, mit der Eisenbahn anderntags nach Nyala in Sicherheit gebracht zu werden. Zur Abfahrt des Zuges kam es nicht. In sieben Waggons wurden einige hundert eingepferchte Dinka durch einen Mob mit brennenden Grasbüscheln in den Waggons im Rauch erstickt oder auf der Flucht erschlagen, andere Dinka, die in den Polizeihof geflohen waren, erlitten dort dasselbe Schicksal. Amnesty International bestätigte später 426 getötete Dinka. Ähnliche Massaker gab es in den Jahren 1987 bis 1989 auch in anderen Städten.

### Wirtschaftliche und ökologische Ursachen
UNO-Generalsekretär Ban Ki-moon hat 2007 die Auswirkungen des Klimawandels als eine Ursache der Krise in Darfur bezeichnet. Er ist nicht wegen des Hinweises auf möglicherweise ökologische Ursachen des Konflikts kritisiert worden, sondern weil mit einer solchen Aussage die Lokalbevölkerung ihrer Verantwortung für die eigene Umwelt enthoben wird, aber vor allem, weil die politische Dimension außer Acht gelassen wird. Die andere Sicht, die auch westliche Regierungen teilen, stellt die politische Unterdrückung, wirtschaftliche Vernachlässigung und Militarisierung der Region durch die sudanesische Regierung in den Vordergrund. Der politisch argumentierende Eric Reeves hält die Aussage Ban Ki-moons für eine Fehleinschätzung, die zu einer zu zögerlichen Verhandlungsbeteiligung des UN-Sicherheitsrates geführt habe.
Als mittelfristige Vorgeschichte wird die Entwicklung seit den 1980er Jahren verstanden. Seit dieser Zeit ist ein Rückgang von Anbauflächen und Weideland durch eine zunehmende Wüstenbildung und Bodenerosion zu beobachten, welche die betroffenen Volksgruppen in unterschiedlichem Maß zu Wanderungsbewegungen aus den trockenen Savannengebieten im Norden in den niederschlagsreicheren Süden von Darfur zwang. Da das Land überall bereits besiedelt war, kam es zu Konflikten. Die Zaghawa waren bei gewaltsamen Landnahmen in den 1980er Jahren zumeist erfolgreicher als die etwas später nach Süden gezogenen Meidob oder Berti. Insbesondere infolge der Dürrejahre 1983/84 geriet durch die Südwanderungen die geografische Gliederung nach Wirtschaftsformen durcheinander. Kamelnomaden in Nord-Darfur, Ackerbauern in der zentralen Region um den Jebel Marra und Rinderzüchter im Süden beanspruchten in der Trockenzeit nun jeweils fremdes Land. Daten zeigen eine Korrelation zwischen der Zunahme von lokalen Konflikten und abnehmenden Jahresniederschlägen. Mohamed Suliman sieht mit dieser Aussage hinter dem Konflikt, der als gewaltsame ethnische Auseinandersetzung 1953 begann, heute eine wirtschaftlich-ökologische Hauptursache. Eine an der Santa Clara University in Kalifornien aus den Niederschlagsdaten angefertigte Untersuchung kommt dagegen zu dem Ergebnis, dass die schwankenden und keinem klaren Trend folgenden Niederschlagsmengen nur lose mit der Intensität der gewaltsamen Auseinandersetzungen seit 2003 korrelieren.

### Machtpolitische Wende und Militarisierung
In der Dürreperiode 1972–1974 waren Konflikte noch selten, lokal begrenzt und überschaubar; anders ab Mitte der 1980er Jahre, als allmählich kleinere Scharmützel sich ausweiteten und bürgerkriegsartige Verwüstungen hinterließen, wobei ganze Dörfer niedergebrannt und geplündert wurden. Im Zentrum der meisten, mit Maschinengewehren ausgetragenen Konflikte Ende der 1980er Jahre standen die Zaghawa, die auch in den verschiedenen gegenwärtigen Rebellengruppen überproportional vertreten sind.
Als zweite Phase oder als Militarisierung des Konflikts gelten die Jahre 1987 bis 1993, in denen sich 27 arabische Stämme zu einer Allianz verbündeten, deren Kampftruppe Dschandschawid die Eroberung der Fur, genauer, des Fur-Landes am Jebel Marra zum Ziel hatte. Bis zur Friedenskonferenz 1989 sollen über 5000 Fur und 400 Araber getötet worden sein. Aus der ökologischen Ursache mit wirtschaftlichen Auswirkungen war ein Kampf um regionale Vormacht geworden. Weder die Todesopfer noch die mehreren 10.000 Vertriebenen wurden international wahrgenommen. Das Verfügungsrecht über Weideland ist in Darfur einer der wichtigsten Macht- und Wirtschaftsfaktoren. Von Anfang bis Mitte der 1980er Jahre erhöhte sich der Anteil des Viehexports aus der Region Darfur von einem Viertel auf die Hälfte des gesamten Exporterlöses.
In die Regierungszeit von Sadiq al-Mahdi (1986–1989) fiel der Entschluss, die arabischen Nomaden (Baggara) mit Waffen zu versorgen, angeblich um sich gegen Angriffe der südsudanesischen SPLA verteidigen zu können. Es war wenig überraschend, dass die arabischen Milizen die Waffen gegen die schwarzafrikanische Bevölkerung von Darfur einsetzten. Der Konflikt erhielt eine offen rassistische Dimension.
Aus machtpolitischen Erwägungen erfolgte 1994 die Aufteilung von Darfur in die drei Provinzen Nord-, Süd- und West-Darfur. Die Mehrheit der Provinzgouverneure stammt seither aus den Reihen der Regierung. Alle Regierungschefs in Khartum stammen seit der Unabhängigkeit aus der Nordregion des Sudan, obwohl diese nur einen geringen Anteil an der Gesamtbevölkerung ausmacht. Der Aufstand richtet sich somit gegen die Marginalisierung und gegen das wirtschaftliche Monopol der zentralistisch regierenden Staatsführung. Hauptstreitpunkt in wirtschaftlicher Hinsicht sind die seit 1999 wachsenden Einnahmen aus der Erdölförderung. Durch den Beginn der Friedensgespräche zur Beilegung des Bürgerkriegs im Südsudan fühlten sich die nichtarabischen Darfuris vollends an den Rand gedrängt und die bereits 2001 gegründete Rebellenorganisation JEM verübte im Februar 2003 den ersten Anschlag.

### Internationale Dimension

#### Tschad
Der Präsident des Tschad Idriss Déby kam 1990 mit sudanesischer Unterstützung gewaltsam an die Macht. Seinen Putsch hatte er militärisch von Darfur aus vorbereitet. Bei den ersten Anschlägen der Darfur-Aufständischen 2003, die von Zaghawa, seiner eigenen Volksgruppe, verübt wurden, stellte er sich zunächst als Verbündeter hinter die sudanesische Regierung. Déby sandte im März 2003 Truppen, um die JEM und SLA, die Tschad als Rückzugsgebiet nutzten, innerhalb Darfurs zu bekämpfen. (Zu den Rebellengruppen siehe nächster Abschnitt.) Die Zaghawa-Truppen weigerten sich, gegen ihre eigene Volksgruppe zu kämpfen und warnten die Aufständischen vor ihrer Ankunft. Es kam zu einer Rebellion der Zaghawa innerhalb der Armee und zu einem Wechsel der Generäle. Anschließend unterstützte Déby von der JEM abgefallene und gegen die JEM agierende Splittergruppen. Ab 2004 versuchte der Sudan, Regierungsgegner in Tschad zu vereinen. 2005 begann Déby im Gegenzug, sudanesische Rebellen wie die JEM und die SLA/M zu unterstützen, der Sudan wiederum rüstet seither die Rebellen der FUC (Front uni pour le changement, „Vereinigte Front für den Wechsel“) in Tschad. Der Stellvertreterkrieg zwischen beiden Ländern eskalierte Ende Januar 2008 zu einer direkten Konfrontation, als tschadische Rebellen und sudanesische Einheiten bis zum Regierungssitz in N’Djamena vordrangen. Débys Truppen konnten die Angreifer mit Unterstützung der sudanesischen JEM zurückschlagen.

#### Libyen
Muammar al-Gaddafi beteiligte sich in den 1970er Jahren am tschadischen Bürgerkrieg als Gegner des Rebellenführers Hissène Habré, der von Frankreich und den Vereinigten Staaten unterstützt wurde. Habrés Operationsbasis im Kampf gegen die Regierung von Präsident François Tombalbaye war – mit Duldung des damaligen sudanesischen Präsidenten Numeiri – Darfur. Dorthin erhielt Habré Waffenlieferungen, mit deren Hilfe die libyschen Einheiten geschlagen und 1981 aus dem Land vertrieben werden konnten. Habré wurde Präsident des Tschad und amtierte 1982 bis 1990. Der Sudan und Libyen waren seit der Machtübernahme Numairis zu Gegnern geworden. Nach Numairis Absetzung 1985 verbesserten sich die Beziehungen der beiden Länder. In Tschad bekämpfte Libyen weiterhin die Habré-Regierung. 1987–1988 kam es zum Krieg um einen Grenzstreifen, bei dem libysche Truppen den Westen des Sudan zum Einmarsch in den Tschad nutzen konnten. Es war die Gegenleistung für die libysche Unterstützung im Krieg gegen den Südsudan. In dieser Zeit wurde Darfur mit libyschen Waffen zu Niedrigstpreisen überschwemmt. Tschadische Milizen wurden von Libyen ausgerüstet, damit sie die Dschandschawid in Darfur unterstützten.
Mit der libyschen Präsenz in Darfur verfolgte Gaddafi nach seinem Rückzug aus dem Tschad noch ein anderes Ziel. Seit seinem Machtantritt verfocht er eine von seinem Land ausgehende panarabische Idee, die er nun in Darfur zu verbreiten suchte. Eine rund 2000 Mann starke, militant-arabische Organisation namens Al tajammu al-arabi („Arabische Versammlung“) wurde 1987 nach Darfur geschickt, wo sie die Ideologie einer arabischen Vorherrschaft unter den Reitermilizen verbreiten sollte. Die ideologische Aufrüstung der Dschandschawid für den späteren Kampf stammt aus dieser Zeit.
Eine bis in die 1970er Jahre zurückreichende Erklärung für den Dominanzanspruch der Reitermilizen konzentriert sich auf den 1982 verstorbenen Ahmat Acyl Aghbash, den Kommandanten einer libyschen „Islamischen Legion“, die im Tschad operierte und einer tschadischen Miliz namens „Vulkanbrigade“. Das von Gaddafi für den gewaltsamen und religiösen Kampf auserwählte Missionsziel war ein Clan der Rizeigat-Kamelnomaden unter dem alten Führer Sheikh Hilal. Ahmat Acyl überzeugte die Rizeigat mit der Idee einer direkten Abstammung von den Koreischiten, dem Stamm des Propheten. Hilals Sohn und Nachfolger Moussa Hilal übernahm Ende der 1980er Jahre den Kampf gegen die Fur und organisierte Waffenlieferungen von Libyen.
Der Putsch von Idriss Déby wurde auch von Libyen kräftig unterstützt. Durch Gaddafis erklärtem Wandel vom arabischen Nationalisten zum Friedensstifter vermittelt Libyen seit 2004 im Darfur-Konflikt. Weithin sichtbares Symbol für die guten wirtschaftlichen Beziehungen ist der von Libyen finanzierte Bau eines eiförmigen Hotels in Khartum. Kriminelle Banden bewegen sich zwischen Darfur, Tschad und Libyen, woher die Rebellen beider Länder weiterhin ihre Waffen beziehen.

## Wichtigste Kampfgruppen in Darfur
Die Lage ist unübersichtlich. Seit 2007 beobachten Hilfsorganisationen ein Zunehmen gewöhnlicher Kriminalität.

### Auf Seiten der Regierung
Auf Regierungsseite kämpfen Armeeeinheiten und verschiedene Milizen, die verallgemeinernd als Dschandschawid bezeichnet werden. Dazu gehören Kamelnomaden (Abbala) und wegen der Dürre in den 1980er Jahren aus Tschad eingewanderte Rizeigat-Abbala, Beni Halba und Misirya. Als Nördliche Rizeigat werden einzelne Clans wie die Shattiya, Mahamid, Eregat, Huttiya, Etetat und Jalul zusammengefasst. Zayadia heißt die größte Gruppe der Kamelnomaden im Norden. Die Mehrheit der arabischen Stämme in Darfur ist Mitte des 18. Jahrhunderts aus dem Westen eingewandert. Aus den sich süd- und ostwärts ausbreitenden Kamelnomaden wurden allmählich die Rinder züchtenden Baggara. Paramilitärische Truppen auf Regierungsseite sind die Uniform tragenden Popular Defence Forces und die Border Intelligence Guards. Offizielle Streitkräfte sind die Sudan Armed Forces (SAF). Mitte 2013 wurden aus Dschandschawid-Milizen und paramilitärischen Kräften, die sich hauptsächlich aus Abbala-Rizeigat, anderen Darfuris und ethnischen Nuba zusammensetzen, die Rapid Support Forces (RSF) gebildet. Sie sind für ihr brutales Vorgehen gegen die Zivilbevölkerung berüchtigt.
Die sudanesische Regierung nahm auch bestehende Rivalitäten zum Anlass, um nichtarabische Stämme aufzurüsten und bei den Milizen einzubinden. Ein Beispiel ist die als schwarzafrikanisch klassifizierte Volksgruppe der Birgit (Birgid), die überwiegend in der Provinz Süd-Darfur siedelt und in der Stadt Shearia (Sheiria) die Mehrheit der Einwohner bildet. Als Reaktion auf das Eindringen von Zaghawa in den 1980er Jahren auf ihr Gebiet wird der Kampf von Birgit unter ihrem Führer Omda Tierab gegen die von Zaghawa dominierte SLA/M und die JEM gewertet. Birgit-Milizen, die mit Pferden und Kamelen unterwegs sind, stellen den Großteil der SLA-FW und stehen in Verbindung mit der sudanesischen Regierung und mit arabischen Misseria-Milizen. Bei einem von der Armee unterstützten Überfall von Birgit in Shearia im Januar 2006 wurden etwa 5000 Zaghawa vertrieben. Zaghawa übten anderntags Rache. Bei Kämpfen zwischen der SLA/M und der SLA-FW in Nord- und Süd-Darfur Anfang 2008 gab es 90.000 Vertriebene.

### Rebellenorganisationen
Von den zu Beginn des gewaltsamen Konflikts bestehenden Rebellenorganisationen gab es mehrfach Abspaltungen, die sich anschließend teilweise gegenseitig bekämpften. Die Mitglieder dieser Rebellentrupps lassen sich nur ungenau bestimmten Volksgruppen zuordnen, selbst in gegnerischen Verbänden können Kämpfer aus derselben Untergruppe einer Ethnie engagiert sein. Die kleinste Rebelleneinheit besteht aus einem Anführer mit Getreuen und einigen Pickups. Der Übergang zu kriminellen Banden ist fließend.
- Die im August 2001 als Darfur Liberation Front (DLF) gegründete Sudanesische Befreiungsarmee (SLA) war zwischen Februar 2003 und der Unterzeichnung des Friedensabkommens von Abuja im Mai 2006 die stärkste Fraktion. Ihr Gründer und Präsident ist Abdelwahid Mohamed al-Nur. Er gehört zu den Fur und hält sich in Paris auf. Mitglieder sind hauptsächlich Zaghawa, Fur und Masalit.
- Von der SLA spaltete sich 2005 eine SLA/M genannte Gruppe unter dem bisherigen Generalsekretär Minni Arcua Minnawi ab. Es war, bis Minnawi als Einziger der Rebellen das Friedensabkommen unterzeichnete, die größte Fraktion der SLA, danach gingen Unterstützung und Mitgliederzahlen drastisch zurück. Minnawi, der ab August 2006 offiziell eine Position in der sudanesischen Regierung innehatte, verfügte kaum noch über Anhänger aus seiner Zaghawa-Wogi-Volksgruppe. Im Dezember 2010 entließ Präsident al-Baschir Minnawi von seiner Position als Leiter der Darfur-Übergangsregierung.[25]
- Dagegen erhielt die seitherige SLA unter ihrem Führer Abdelwahid Mohamed al-Nur aus Protest gegen das Abkommen Zulauf, der aber durch eine Abspaltung gemindert wurde.
- Gruppen, die zu Abdel-Wahid und Minnawi gleichermaßen in Opposition standen, bildeten Ende 2006 einen Verband unter der Bezeichnung Group of 19 / SLA North Command, aus deren wechselnden Allianzen im April 2007 die SLA-Unity hervorging. Die Mitglieder stammen überwiegend aus Minnawis eigener Volksgruppe, sowie aus sonstigen Gegnern Minnawis. Durch gute Beziehung zum Regime in Tschad und anderen Rebellengruppen ist es die stärkste der SLA-Fraktionen. Die Führer sind Zaghawa-Wogi.
- Die Bewegung für Gerechtigkeit und Gleichheit (Justice and Equality Movement, JEM) wurde bereits um 1999 gegründet und begann im März 2003 mit dem aktiven Kampf. Diese Gruppe wird ebenfalls von Zaghawa-Kobe dominiert und verfügt über Rückzugsbasen um die Stadt Tine und die dortigen Flüchtlingslager im Grenzgebiet des Tschad. Ihr Anführer war bis Dezember 2011 Khalil Ibrahim, vormals Erziehungsminister in Darfur, der Verbindungen zu Hasan at-Turabi unterhielt. Die Unterstützung von dessen islamistischer Bewegung für die JEM soll ein besonderes Bedrohungspotential für die sudanesische Regierung ausmachen. Nachdem sich der Generalsekretär der Truppe mit einer eigenen Fraktion abgespalten hatte, wurde die Stärke der JEM Anfang 2008 auf 2000 bis 4000 Kämpfer geschätzt. Es ist die einzige Gruppe, in deren Selbstverständnis der Islam eine zentrale Rolle spielt. Das Bekenntnis zu einem strikten Islam dominiert zumindest theoretisch über die Loyalität zum eigenen Clan. Nach dem Tod Khalil Ibrahims bei einem Luftangriff am 24. Dezember 2011 wurde im Januar 2012 dessen älterer Bruder Jibril Ibrahim zum Nachfolger gewählt.[26] Die JEM gilt seither als geschwächt.

- Diverse Splittergruppen aus der JEM und der SLA haben sich zur United Resistance Front (URF) zusammengefunden. Sie haben Rückzugsbasen in Tschad, erhalten Unterstützung und Anweisung von der dortigen Regierung. Die Beziehungen zur SLA-Unity gelten als gut.
- Eine kleinere Gruppe, die im Auftrag der tschadischen Regierung im Grenzgebiet operiert und 2007 etwa 200 Kämpfer hatte, nennt sich National Movement for Reform and Development (NMRD). Sie war bis 2004 Teil der JEM.

- Führer der SLA Free Will (SLA-FW) war bis Ende 2006 Abdel Rahman Musa. Anfang 2007 wurde er zum Staatsminister in Khartum berufen. Im September 2006 kam der von der SLA/M abgesprungene Kommandant Ahmed Saleh als neuer oder weiterer Anführer hinzu. Die Gruppe besteht großteils aus schwarzafrikanischen Birgit, kämpft aber mit Methoden der arabischen Reitermilizen auf Seiten der sudanesischen Regierung.[27] Ihr Operationsgebiet ist ein Distrikt östlich von Nyala. Hauptgegner sind neben der Zivilbevölkerung SLA/M und JEM.[28][29]

Kleinere und 2009 nicht mehr existierende Rebellengruppen, sowie Koalitionen zwischen den Gruppen wurden nicht aufgeführt.

## Verlauf des Konflikts

### 2003
Als Anfang des Bürgerkrieges gilt der Angriff der SLA auf Gulu in der Marra-Region westlich von Al-Fāschir, der am 25. Februar begann und mit der Besetzung des Ortes endete. In den folgenden Tagen wurde Tiné, ein Zentrum der Zaghawa an der Tschadgrenze eingenommen. Angriffe auf Armeeposten und Polizeistationen hatte es bereits ein Jahr zuvor gegeben. Es folgten weitere Anschläge von SLA und JEM in der Region, besonders auf Al-Fāschir und Mellit (nördlich, in Berti-Gebiet), die mit Kalaschnikows und Panzerfäusten durchgeführt und über Satellitentelefone koordiniert wurden.
Der erste große Sieg war die mit Hunderten Rebellen und Dutzenden Fahrzeugen durchgeführte Einnahme der Garnisonsstadt Al-Fāschir im Juni, bei der nach Angaben der sudanesischen Regierung 75 Soldaten getötet, Waffen gestohlen und vier Militär-Hubschrauber sowie zwei Antonov-Flugzeuge zerstört wurden. Die Rebellen waren teilweise besser bewaffnet als die sudanesische Armee. Die Dschandschawid-Reitermilizen wurden daher mit Waffen ausgerüstet und sollten in einem Stellvertreterkrieg die im Südsudan gebundenen Streitkräfte entlasten. Die Zivilbevölkerung geriet immer stärker zwischen die Fronten, vor allem die Reitermilizen wurden ab dieser Zeit für Angriffe auf Dörfer, Plünderungen und den organisierten Einsatz sexueller Gewalt verantwortlich gemacht.

### 2004

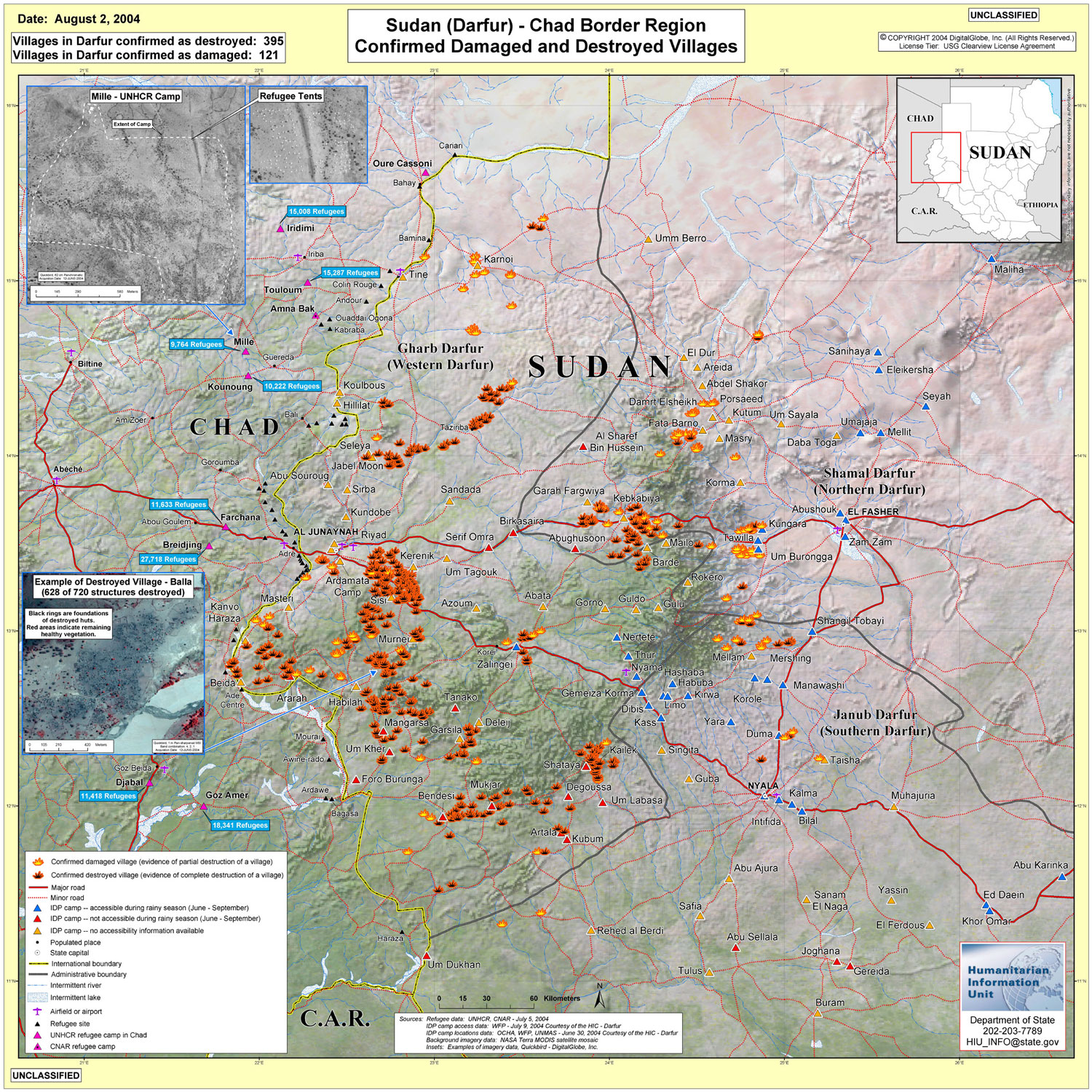
Zerstörte Dörfer in der Darfurregion (Stand August 2004)

Am 8. April 2004 unterzeichneten die Rebellen und die sudanesische Regierung ein Waffenstillstandsabkommen in N’Djamena, der Hauptstadt des Tschad, unter Vermittlung des tschadischen Präsidenten und der Afrikanischen Union.
Von Menschenrechtsorganisationen wie Human Rights Watch, Amnesty International und der Gesellschaft für bedrohte Völker wurden der sudanesischen Regierung systematische Massaker gegen die Zivilbevölkerung vorgeworfen, vor allem wegen der Unterstützung der Dschandschawid. Es wurden Vergleiche mit dem Völkermord in Ruanda 1994 gezogen, Human Rights Watch hielt den Tatbestand der systematischen Vernichtung für erwiesen. Tausende Sudanesen waren bereits bei „ethnischen Säuberungsaktionen“ gestorben, Hunderttausende wurden zur Flucht gezwungen. Dem Land drohte eine Hungerkatastrophe.
Am 30. Juli 2004 verabschiedete der UN-Sicherheitsrat die Resolution 1556, die den Einsatz militärischer Beobachter der Afrikanischen Union im Rahmen der African Union Mission in Sudan (AMIS) autorisierte. Die deutsche Bundesregierung unterstützte die AMIS mit dem ersten Einsatz von Lufttransportkräften der Luftwaffe zur Verschiebung von 196 gambischen Soldaten und etwa zwölf Tonnen Fracht. Die deutsche Beteiligung begann am 16. Dezember 2004 und endete plangemäß am 23. Dezember 2004.

### 2005
Die internationale Hilfe war bis zum Jahr 2005 unzureichend, die internationale Gemeinschaft gespalten. Während etliche Staaten, darunter Großbritannien, die USA und Deutschland, die Regierung in Khartum teils scharf kritisierten, verhinderten Länder wie Russland und die VR China ein entschiedeneres Vorgehen. Bei beiden spielen wirtschaftliche Interessen, insbesondere Öl-Konzessionen, eine Rolle. Die Truppen der AMIS konnten wenig gegen die Menschenrechtsverletzungen in Darfur ausrichten. Ihr Mandat war beschränkt auf den Schutz von Beobachtern. Sie waren bei der Versorgung abhängig vom guten Willen der sudanesischen Regierung und in ihrer Mobilität durch unzureichende Ausrüstung eingeschränkt. So verfügte die AMIS 2005 nur über acht zivile Hubschrauber ohne Nachtsichteinrichtungen.
Aufgrund der anhaltenden dramatischen Lage im Sudan stimmte am 22. April 2005 der Deutsche Bundestag einem Einsatz von Militärbeobachtern im Süden und Osten des Landes im Rahmen der UN-Mission UNMIS zu. Das Kontingent besteht aus 75 unbewaffneten Militärbeobachtern und Stabspersonal. Die Einsatzkosten für die auf zunächst sechs Monate geplante Mission belaufen sich auf 1,3 Millionen Euro. Ziel war es, die Umsetzung des Friedensabkommens zu überwachen.

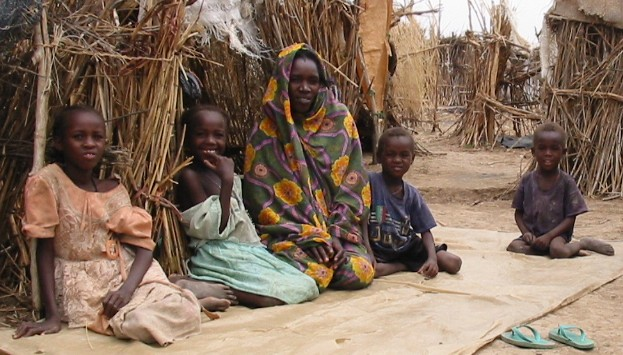
Binnenvertriebene in Darfur

Erstmals in der Geschichte Afrikas griff ab Ende Mai 2005 die NATO ein, nachdem die Afrikanische Union um logistische Unterstützung der Friedenstruppe in der sudanesischen Krisenregion Darfur gebeten hatte. NATO-Generalsekretär Jaap de Hoop Scheffer stellte aber klar, dass die Allianz keine Truppen in das Gebiet schicken werden. Vielmehr gehe es vorläufig um Planungskapazitäten und Logistik.
Am 13. Dezember 2005 forderte UN-Generalsekretär Kofi Annan, nachdem er einen Bericht zur Lage von Luis Moreno Ocampo, dem Chefankläger des Internationalen Strafgerichtshofs in Den Haag, erhalten hatte, die Anklage der Verantwortlichen. Bereits im April hatte Moreno Ocampo Kofi Annan eine Liste mit den Namen von 51 Verdächtigen übergeben.
Vom 17. bis 18. Dezember nahmen Rebellen die Grenzstadt Adré im Osten Tschads ein. Nach Angaben des Außenministers von Tschad führten am 18. Dezember tschadische Soldaten einen Gegenangriff aus, bei dem die Angreifer zurückgeschlagen und bis in den Sudan verfolgt wurden. Auf dem Gebiet des Sudan wurden dabei auch Stützpunkte der Angreifer zerstört. 300 Menschen sollen auf Seiten der Rebellen getötet worden sein. Bei den Rebellen handelt es sich um im September 2005 desertierte tschadische Soldaten, die laut tschadischen Angaben von der Regierung in Khartum unterstützt werden, um gegen die SLA vorzugehen. Dies wurde vom Sudan dementiert. Die Rebellen sprachen dagegen von nur 9 Toten auf ihrer Seite.
Am 23. Dezember stellte der Tschad fest, dass das Land sich im Kriegszustand mit dem Sudan befinde. Zu dieser Einschätzung käme man aufgrund der wiederholten Überfälle auf das Grenzgebiet, die vom Sudan unterstützt würden. Diese Feststellung sei aber keine Kriegserklärung an den Sudan. Dazu sei der Botschafter des Sudan in das tschadische Außenministerium in N’Djamena bestellt worden, wo ihm eine Liste der „Aggressionen des Sudan gegen den Tschad“ übergeben wurde.

### 2006

#### Januar, Februar
Anfang des Jahres weiteten sich die Übergriffe auf Dörfer schwarzafrikanischer Ethnien im Tschad aus. Die Lage für die Menschen in den Flüchtlingslagern entlang der Grenze hatte sich damit verschlechtert. Human Rights Watch wies darauf hin, dass durch weitere Flüchtlinge die Nahrungsmittelreserven im Grenzgebiet knapp würden.
Die sudanesische Regierung hat die Vorwürfe der Unterstützung der Milizen am 6. Februar 2006 zurückgewiesen. Der sudanesische Staatsminister für Außenpolitik, Samani al-Wasiyla verwies darauf, dass tschadische Rebellen entwaffnet würden, wenn diese angetroffen werden, und beschuldigte Human Rights Watch, sich nur auf Aussagen aus dritter und vierter Hand zu stützen.

#### April, Mai, Juni
Nach Angaben von Human Rights Watch begann der Sudan am 24. April 2006 mit einer neuen militärischen Offensive in Süd-Darfur. Nach nicht genannten Quellen in der sudanesischen Regierung habe der Sudan die AU-Friedenstruppen informiert, dass man die Straße von Nyala nach Buram säubern wolle.
Als Folge blieben die Vetomächte Russland und China einer Abstimmung im UN-Sicherheitsrat am 25. April 2006 fern, in der eine Resolution verabschiedet wurde, die Sanktionen gegen vier am Darfur-Konflikt beteiligte Personen verhängte. Dabei handelte es sich um zwei Rebellenführer, einen Anführer der Dschandschawid und einen ehemaligen Luftwaffen-Offizier. Die Sanktionen sehen außerdem ein Reiseverbot sowie das Einfrieren aller persönlichen Konten im Ausland vor.

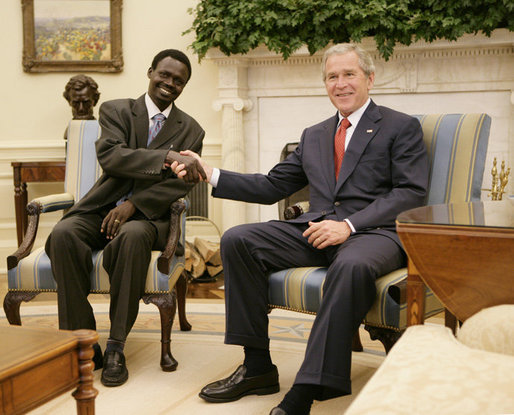
SLA-Führer Minni Minnawi und George W. Bush am 25. Juli 2006 in Washington

Am 5. Mai 2006 unterzeichneten die sudanesische Regierung und die SLA/M von Minni Arcua Minnawi ein Friedensabkommen in Abuja. Alle anderen Rebellengruppen lehnten das Abkommen ab, da sie ihre Hauptforderung der sofortigen Schaffung einer Region Darfur anstelle der drei Bundesstaaten und die Einrichtung eines zweiten Vizepräsidenten für Darfur nicht erfüllt sahen.
Das Abkommen beinhaltet folgende Punkte:
- Waffenstillstand zwischen den beteiligten Parteien
- Entwaffnung der Dschandschawid-Milizen vor der Entwaffnung der anderen Rebellengruppen (SLA und JEM)
- Eingliederung von 4000 Rebellen in die sudanesischen Streitkräfte
- Eingliederung von 1000 Rebellen in die lokalen Polizei-Einheiten
- Ausbildung/Fortbildung von 3000 Rebellen
- 70 Prozent der Sitze in den Legislativen der Darfur-Bundesstaaten für die Rebellen
- Schaffung des Postens eines „Hauptberaters des Präsidenten“ für Darfur (bekommt den vierten Rang innerhalb der Regierung)
- Referendum in Darfur über die Schaffung einer Region Darfur, anstatt der derzeitigen drei Bundesstaaten
- Kompensationszahlungen, Einrichtung eines Wiederaufbau- und Entwicklungsfonds für Darfur

Das Abkommen wurde nach zweijährigen Verhandlungen der Afrikanischen Union unter Chefunterhändler Salim Ahmed Salim und der Unterstützung seit dem 1. Mai durch den Vize-Außenminister der USA Robert Zoellick erzielt. Am 27. Juni 2006 gaben Mitglieder von Minnawis SLA/M bekannt, das Abkommen nicht befolgen zu wollen und distanzierten sich von ihrem Anführer. Am 30. Juni 2006 gründeten als Folge des Abuja-Abkommens verschiedene Rebellengruppen auf Initiative der JEM vorübergehend eine lose Allianz unter dem Namen National Redemption Front (NRF, „Nationale Erlösungsfront“). Es war ein weiterer Machtverlust für Minnawi. Die SLA-Fraktion um Abdelwahid al-Nur trat dieser Allianz nicht bei. Das Abkommen wurde nicht umgesetzt.

#### Juli, August
Nach der AU-Konferenz in Banjul, Gambia hatte der Präsident des Sudan, Umar al-Baschir, am 3. Juli 2006 vorgeschlagen, die AMIS-Friedensmission der AU im Darfur für die folgenden sechs Monate zu finanzieren. Damit solle ein Einsatz von UN-Soldaten in Darfur verhindert werden, der vom Sudan abgelehnt wird. Baschir äußerte die Befürchtung, westliche Soldaten könnten terroristische Aktivitäten im Sudan provozieren.
Ebenfalls am 3. Juli 2006 erklärten die NRF den im Jahr 2004 geschlossenen Waffenstillstandsvertrag für beendet, nachdem Truppen der JEM und Splittergruppen am gleichen Tag die Stadt Hamrat al-Scheikh im Bundesstaat Nord-Kurdufan angegriffen hatten. Diese Stadt liegt rund 200 km westlich von Khartum auf den Weg nach al-Ubayyid und rund 400 km von der Region Darfur entfernt. Als Reaktion auf die Aufkündigung des Waffenstillstandsvertrages durch die NRF kam es am 28. Juli 2006 zu Angriffen auf die NRF um al-Faschir in Nord-Darfur durch die sudanesische Armee und Dschanschawid-Milizen.
Durch einen Erlass des Präsidenten al-Baschir wurde Minawi zum Haupt-Assistenten des Präsidenten ernannt. Damit erfüllte al-Baschir die Vereinbarung des Friedensabkommen von Abuja. Am 7. August 2006 wurde Minawi im neuen Amt vereidigt und ist damit formal Leiter der noch nicht geschaffenen halb-autonomen Regierung der Region Darfur.
Das sudanesische Militär startete am 28. August 2006 eine neue Offensive in der Gegend um al-Faschir in Nord-Darfur gegen die Rebellen der NRF.
Der UN-Sicherheitsrat hat am 31. August die Resolution 1706 verabschiedet, in der eine Entsendung von UN-Truppen nach Darfur beschlossen wurde. Darin wird die Zustimmung des Sudan als Voraussetzung für die Entsendung von rund 20.000 UN-Soldaten und Polizei-Einheiten genannt, die die AU-Truppen in Darfur ersetzen sollen, da deren Mandat Ende September 2006 endet. Die Resolution wurde auf Betreiben der Vetomächte USA und Großbritannien zur Abstimmung gebracht, wobei die Staaten China, Russland und Katar an der Abstimmung nicht teilnahmen. Der Sudan hatte bereits im Vorfeld der Abstimmung deutlich gemacht, dass es einer Entsendung von UN-Truppen nicht zustimmen wird und wiederholte seine Ablehnung nach Verabschiedung der Resolution erneut.

#### September
Nach der Ausweitung der Offensive vom 28. August 2006 äußerte UN-Generalsekretär Kofi Annan am 11. September 2006, dass die Militäraktionen und die Truppenverstärkung „illegal“ seien, da sie gegen das Friedensabkommen von Abuja zwischen der Regierung und der Minawi-SLA verstießen und rief zum sofortigen Ende dieser Aktionen und der Zulassung von UN-Truppen auf. Der UN-Gesandte des Sudan Yasir Abdelsalam erklärte in dem Zusammenhang, dass sich die Regierung dem Friedensabkommen verpflichtet sehe und zusätzliche 6000 Truppen bis Ende September 2006 und weitere 10.000 bis Ende des Jahres 2006 nach Darfur verlegt werden sollen, um das Friedensabkommen umzusetzen. Dabei erhielt er Unterstützung von den Staaten der Arabischen Liga und der Organisation der Islamischen Konferenz, die einer Entsendung von UN-Truppen nach Darfur ablehnend gegenüberstehen.
Die Afrikanische Union beschloss am 25. September 2006 die Verlängerung der AMIS-Mission um drei Monate bis zum 31. Dezember 2006 und eine Aufstockung der Truppen um 4000 Mann auf 11.000. Die zusätzlichen Truppen sollen dabei hauptsächlich aus den Ländern Nigeria, Ruanda, Südafrika und Senegal kommen, die zurzeit bereits einen Großteil der AU-Truppen stellen. Einen Tag zuvor erklärte der Präsident des Sudan erneut, dass die sudanesische Regierung Truppen, reguläre Soldaten und Polizisten, bereitstellen werde, um gemeinsam mit den AU-Truppen Zivilisten und Flüchtlinge zu schützen.
Mit einem Erlass des sudanesischen Präsidenten wurde am 27. September 2006 die Einführung einer Übergangsregierung für die Region Darfur beschlossen. Die Leitung sollte Minni Minawi übernehmen. Die Übergangsregierung sollte durch Minawi ernannt werden und weiterhin die Gouverneure der drei Bundesstaaten der Region Darfur umfassen. Weitere Erlasse des sudanesischen Präsidenten ordnen die Einrichtung von Komitees zur Entschädigung von Kriegs-Flüchtlingen, zur Klärung der Grenzziehung im Norden von Darfur und zur Rehabilitation und Wiederansiedlung in Darfur an. Diese Maßnahmen stehen in Übereinstimmung mit dem Friedensvertrag vom Mai 2006.
Der UN-Vertreter im Sudan, Jan Pronk, sagte am 28. September 2006, dass eine baldige UN-Mission in Darfur nicht stattfinden werde, und rief zur Unterstützung – besonders in finanzieller Hinsicht – und zur uneingeschränkten Verlängerung der AU-Mission auf. Am 29. September 2006 stellten die EU 30 Millionen Euro und die USA 20 Millionen Dollar für die AU-Mission zur Verfügung.

### 2007
Am 10. Januar 2007 einigten sich die sudanesische Regierung und die Rebellengruppen in Darfur auf einen Waffenstillstand von 60 Tagen und auf die Teilnahme an einer Friedenskonferenz, die vor dem 15. März 2007 stattfinden und von der Afrikanischen Union und den Vereinten Nationen organisiert werden sollte. Der Beginn des Waffenstillstandes wurde nicht offiziell vereinbart und sollte von der Afrikanischen Union und den Vereinten Nationen festgelegt werden. Die JEM wies am 12. Januar 2007 die Meldung einer Übereinkunft mit der Regierung zu einem Waffenstillstand als unwahr zurück.
Am 4. Februar 2007 setzte Präsident al-Baschir Führer und Mitglieder der SLA/M in Ämter ein, die nach dem Friedensabkommen den Rebellen zugestanden wurden. So erhielt Abdelrahman Musa Abakar das Amt des Staatsministers im Ministerium des Ministerrates und Ibrahim Musa Madibo das Amt des Vorsitzenden der Darfur Kommission für Rehabilitierung und Umsiedlung. Daneben wurden 12 Personen der SLA/M als Abgeordnete der Nationalversammlung ernannt. Die Ernennung erfolgte, nachdem der chinesische Präsident Hu Jintao bei einem Staatsbesuch im Sudan deutlich gemacht hatte, dass die Darfur-Frage vom Sudan selbst gelöst werden müsse.
Nach monatelangem Widerstand stimmte die Regierung des Sudan im Juni einer gemischten Friedenstruppe von Afrikanischer Union (AU) und Vereinten Nationen für Darfur zu. Am 31. Juli 2007 sprach sich der UN-Sicherheitsrat mit der Resolution 1769 einstimmig für diese Friedenstruppe aus. Im Rahmen der Mission Hybrider Einsatz der Afrikanischen Union und der Vereinten Nationen in Darfur (UNAMID) – der weltweit größten Friedensmission – wurden ab Oktober die ersten 9000 Militärangehörigen in Darfur stationiert und die bislang etwa 7000 Friedenssoldaten der African Union Mission in Sudan verstärkt. Am 31. Dezember 2007 wurde die operative Leitung von der AMIS auf die UNAMID übergeben. Insgesamt will die UNAMID 20.000 Militärangehörige und 6000 Polizisten stationieren.
Anfang August einigten sich acht darfurische Rebellengruppen in Arusha auf eine gemeinsame Position für geplante Friedensverhandlungen mit der sudanesischen Regierung. Einige Gruppierungen, darunter eine Fraktion der SLA, blieben jedoch fern. Am 30. September wurden beim bislang schwersten Angriff auf eine AMIS-Basis in Haskanita 10 AU-Soldaten getötet. Als Angreifer wurden Rebellenfraktionen vermutet.

### 2008
Trotz des Einsatzes der UNAMID-Friedenstruppen wurden die Kämpfe in Darfur fortgesetzt, die UNO sprach von einem „offenen Krieg mit Offensiven und Gegenoffensiven der Bürgerkriegsparteien.“ Verschärft wurde die Situation durch den Ausbruch neuer Kämpfe in Tschad, der zunehmend unter Flüchtlingsströmen aus dem Sudan leidet.
Am 8. Juli 2008 starben sieben Blauhelme der UNAMID und 22 weitere wurden zum Teil schwer verletzt, als eine gemeinsame Patrouille aus 17 bewaffneten UN-Soldaten und unbewaffneten Beobachtern zwischen Gusa Jamat und Wadah in Nord-Darfur von etwa 200 Angreifern auf Pferden und auf Fahrzeugen, die mit schweren Maschinengewehren ausgerüstet waren, beschossen und in ein etwa zweistündiges Feuergefecht gezwungen wurde. Der Anschlag forderte die schwersten Opfer unter den UNAMID-Kräften seit dem Beginn der Mission. Angesichts der Lage in Darfur gerät China zunehmend unter Druck, als Vermittler aufzutreten. Friedensaktivisten und Politiker forderten das Land auf, die Unterstützung der sudanesischen Regierung einzustellen. Gleichzeitig forderte UN-Generalsekretär Ban dringend weitere Truppen zur Verstärkung der UNAMID-Mission.

### 2009
Im Februar 2009 waren weniger als die Hälfte der geplanten 26.000 UNAMID-Friedenssoldaten vor Ort. Am 4. März wurde gegen Präsident al-Baschir im Zusammenhang mit der Darfur-Krise Haftbefehl beim Internationalen Strafgerichtshof in Den Haag erlassen. Von der Afrikanischen Union (AU) wurde der Haftbefehl nahezu einhellig abgelehnt. Baschir ist seither mehrfach in afrikanische Länder gereist, um damit zu zeigen, dass er nicht mit Gefangennahme rechnen müsse. Lediglich der Tschad und Botswana erklärten Anfang Juli 2009, dass sie sich nicht an den AU-Beschluss halten und Baschir auf ihrem Territorium verhaften würden.
Seit Mai beschuldigt Khartum erneut die Regierung Tschads, mit ihrer Luftwaffe mehrfach Ziele auf sudanesischem Gebiet angegriffen zu haben und außerdem mit Bodentruppen die Darfur-Rebellen zu unterstützen. Die Regierung des Tschad gab an, die Angriffe richteten sich gegen Rebellenstellungen im eigenen Land. Geplante Friedensverhandlungen scheitern nicht nur wegen der neuerlichen Angriffe, sondern auch daran, dass die Rebellen weiterhin in über 20 Gruppen zersplittert sind.
Ende Juli beschloss der UN-Sicherheitsrat, das Mandat für die UNAMID-Friedenstruppe um ein Jahr zu verlängern.
Das 15-köpfige Gremium des UN-Sicherheitsrats verabschiedete Anfang Oktober eine Resolution, nach der die Überwachung des seit 2005 gültigen Waffenembargos für Darfur um ein Jahr verlängert wird. UNAMID hatte im Oktober 19.000 Soldaten und Polizeikräfte im Einsatzgebiet. Zugleich wurde in einem Bericht festgehalten, dass auf beiden Seiten das Waffenembargo unterlaufen wird. Chinesische Waffenlieferungen an die sudanesische Regierung wurden nach Darfur weitergeleitet, auf der anderen Seite erhielten die Darfurrebellen von der Regierung Tschads aus arabischen Ländern stammende Technicals.

### 2010
Am 23. Februar wurde nach Verhandlungen zwischen sudanesischen Regierungsvertretern und einer Delegation der JEM in Doha ein Zwölf-Punkte-Rahmenabkommen unterzeichnet, das unter anderem einen Waffenstillstand und eine zukünftige Beteiligung der JEM an der Regierung in Darfur vorsieht. Ein endgültiges Friedensabkommen zwischen den beiden Parteien steht noch aus. Der SLA-Führer Abdelwahid al-Nur erklärte in Paris seine Ablehnung und nannte als Bedingung für Verhandlungen die vorherige Entwaffnung der Regierungsmilizen. Abdelwahid al-Nur hatte 2006 das Abkommen von Abuja ebenfalls, damals noch zusammen mit der JEM abgelehnt. Die anderen kleineren Rebellenorganisationen waren auch diesmal bei den Gesprächen nicht beteiligt.

### 2011
Das Mitte Januar durchgeführte Unabhängigkeitsreferendum im Südsudan, bei dem sich die große Mehrheit der südsudanesischen Wähler für die Unabhängigkeit ausgesprochen hatte, und die am 9. Juli erklärte formelle Unabhängigkeit des Südens übten bisher keinen beruhigenden Effekt auf die Gefechte in Darfur aus, über die weiterhin regelmäßig berichtet wird. Der südsudanesische Vizepräsident Riek Machar äußerte am 1. Februar die Befürchtung, dass der andauernde Darfur-Konflikt sich nach Süden ausweiten und die Verhandlungen mit der al-Baschir-Regierung um den Grenzverlauf in der Erdölregion Abyei belasten könnte.
Im November fanden in Washington erneute Gespräche zwischen den Rebellenorganisationen JEM und Minni Minnawis SLM sowie der sudanesischen Regierung statt mit der erklärten Absicht, das Abkommen von Doha aus dem Jahr 2006 umzusetzen. Die US-Regierung bekundete ihre Unterstützung hierzu.
Am 24. Dezember wurde bei einem Luftangriff Khalil Ibrahim, Führer der JEM, getötet. Waffentechnische Unterstützung für den nächtlichen Überfall kam aus Libyen und Katar.

### 2013
Eine im September 2012 von der JEM abgespaltene Splittergruppe führte im Januar 2013 in Doha direkte Friedensgespräche mit der sudanesischen Regierung, die ursprünglich für Dezember 2012 angesetzt waren. Unabhängig davon wollen einige Aufstandsgruppierungen eine organisatorische Plattform bilden, um gemeinsam die Regierung zu stürzen.
In der ersten Jahreshälfte kam es mehrfach zu Auseinandersetzungen um die Goldminen von Dschebel Amer in Norddarfur, in denen ein Drittel des sudanesischen Goldes gefördert wird. Arabische Abbala-Stammesangehörige, die von der sudanesischen Regierung unterstützt werden, versuchten, den dort ansässigen Angehörigen des Beni-Hussein-Stammes die Kontrolle des Gebiets zu entziehen. Nach UN-Angaben vom Mai mussten 150.000 Einwohner des Gebiets vor den Abbala-Angreifern fliehen. Demnach agieren die Milizen der Abbala als Hilfskräfte des Staates.
Im August eskalierte ein längerer Streit um Weideland für Rinder zwischen den beiden arabischen Stämmen Rizeigat und Maalia nahe der Stadt ad-Du'ain in Ostdarfur. Bei den Kämpfen starben rund 100 Menschen.

### 2016
Nach Angaben von Amnesty International begannen die Regierungstruppen im Januar 2016 mit einer großangelegten Militäroffensive in der Region Jebel Marra, die aus koordinierten Luft- und Bodenangriffen bestand. Hierbei wurden den Regierungstruppen auch erhebliche Menschenrechtsverletzungen vorgeworfen. Ferner bestehen konkrete Hinweise, dass die Regierung Chemiewaffen gegen die Zivilbevölkerung einsetzte. Demnach sollen zwischen 200 und 250 Menschen an den Folgen des Kontaktes mit Chemiewaffen gestorben sein.
Mit dem tschadischen Präsidenten Idriss Déby als Vermittler fanden Anfang Juni 2016 in Ndjamena indirekte Verhandlungen zwischen der sudanesischen Regierung und zwei Rebellengruppen aus Darfur statt mit dem Ziel, gemäß dem 2010 geschlossenen Abkommen von Doha zu einem Friedensvertrag zu gelangen. Doch auch der erneute Versuch eine friedliche Lösung des Bürgerkriegs herbeizuführen scheiterte bisher.

### 2017
Im Oktober gab die sudanesische Regierung bekannt, dass ab dem 15. Oktober 2017 eine verpflichtende Waffenabgabe in Darfur eingerichtet werde, bei der Waffen rivalisierender Stämme eingesammelt und vernichtet werden sollten. Da diese jedoch bereits in Teilen ihre Ablehnung erklärt hatten, wurden weitere Kämpfe in Darfur befürchtet. Dennoch brachte die Aktion im November eine gewisse Verbesserung für die Sicherheitslage. Ende Dezember waren die sudanesischen Regierungskräfte im Begriff, Waffen im Kontrollgebiet der SLA von Abdelwahid Mohamed al-Nur (SLM-AW/SLA-AW) im Jebel Marra einzusammeln.

### 2018
Der allmähliche Rückzug der seit 2007 in Darfur stationierten UNAMID, der im Jahr 2017 mit der Schließung und Rückgabe von elf ihrer Lager an die sudanesische Regierung einherging, wurde 2018 fortgesetzt und soll laut einer Erklärung des Staatssekretärs im sudanesischen Außenministerium Abdel-Ghani al-Na’im vom September 2018 innerhalb von zwei Jahren abgeschlossen sein.
Im Dezember unterzeichneten Vertreter der sudanesischen Regierung und zweier Rebellengruppen – der JEM und der SLM-MM – in Berlin eine Vereinbarung, die den Weg für im Jahr 2019 in Qatar geplante Friedensverhandlungen ebnen soll.

### 2019
Im Februar 2019 versprach Präsident al-Baschir, bis Ende des Jahres den bewaffneten Konflikt in Darfur zu beenden. Am 11. April kam es zu einem Militärputsch im Sudan, bei dem al-Baschir gestürzt wurde.

### 2020
Am 31. August 2020 wurde ein Friedensvertrag geschlossen. Das Abkommen, das von den meisten der beteiligten Gruppen unterzeichnet wurde, gilt als wesentlicher Schritt zur Beilegung des Konflikts. Neben der sudanesischen Regierung wurde das Abkommen auf der Seite Darfurs von der JEM und Minni Minawis SLA sowie von Malik Agar, dem Führer der aufständischen SPLM-N in den Regionen Dschanub Kurdufan und an-Nil al-azraq unterzeichnet. Zwei einflussreiche Gruppierungen in Darfur, eine der größeren SPLM-N-Fraktionen und die von Abdel Wahed el-Nur geführte SLA-Fraktion lehnten die Unterzeichnung ab. Zum Jahresende 2020 endete offiziell nach über zwölf Jahren (seit 2007) die Friedensmission der Vereinten Nationen UNAMID.

### 2021
Seit Januar soll die von Volker Perthes geleitete zivile UN-Mission UNITAMS den „politischen Übergang zu einer demokratischen Herrschaft“ im Sudan unterstützen. Im Mai 2021 wurde Minni Arcua Minnawi zum Gouverneur von Darfur ernannt. Nach dem Wegfall der UNAMID-Mission kam es gegen Ende des Jahres vermehrt zu gewalttätigen Konflikten zwischen verschiedenen bewaffneten Gruppen, in einzelnen Fällen unter Beteiligung staatlicher Sicherheitskräfte. Im Oktober erfolgte ein Militärputsch unter General Abdel Fattah Burhan gegen die nach dem Sturz von al-Baschir gebildete Übergangsregierung. Burhan setzte zahlreiche Islamisten und Mitglieder der vormaligen al-Baschir-Regierung wieder in ihre Ämter ein.

### 2022
Sympathisanten von Burhans Militärregierung demonstrierten im Januar für „nationale Souveränität“ und gegen die Anwesenheit von UNITAMS und dessen Leiter Perthes. Burhan warf Perthes vor, sich „in innere Angelegenheiten“ des Sudan einzumischen und drohte Ende März mit dessen Ausweisung.
Im April 2022 griffen arabische Rizeigat 80 Kilometer westlich von al-Dschunaina mehrere Dörfer der schwarzafrikanischen Masalit an und töteten mindestens 160 Menschen. Tausende Bewohner wurden aus ihrer Heimat vertrieben. Michelle Bachelet, die Hohe Kommissarin der Vereinten Nationen für Menschenrechte erklärte daraufhin, dass sich die Menschenrechtslage im Sudan seit dem Militärputsch im Oktober 2021 zunehmend verschlechtert habe und forderte die sudanesischen Regierungsbehörden zu einer umfassenden Untersuchung der Angriffe auf.

### 2023
Am 14. Juni hielt der Gouverneur von West-Darfur eine Ansprache, in der er sich kritisch über die Gewalt seitens der Rebellengruppen äußerte – noch am selben Tag wurde er ermordet. Kurz zuvor waren durch bisher keiner Seite eindeutig zugeordnete Luftangriffe mehr als ein Dutzend Menschen zu Tode gekommen, darunter mehrere Kinder. Da im Sudan nach zwei Jahren Krieg Wirtschaft und Versorgungsnetzwerke weitgehend zusammengebrochen sind, leiden schätzungsweise 12 Millionen Menschen Hunger. Am 18. Juni wurde eine 72-stündige Waffenruhe vereinbart; in diesem Zeitraum sollten dringend benötigte Hilfsgüter und medizinische Versorgung zugänglich gemacht werden.

### 2024
Am 22. Mai 2024 wurde das Camp Abu Shouk in al-Faschir von den Rapid Support Forces überfallen und ausgeraubt. Etwa 60 % der mehr als 100.000 Einwohnern des Camps flohen daraufhin. In den darauffolgenden Tagen gab es in anderen Teilen der Stadt ebenfalls Kämpfe. Am 13. Juni 2024 forderte der UN-Sicherheitsrat, die Belagerung zu beenden.

## Humanitäre Hilfe

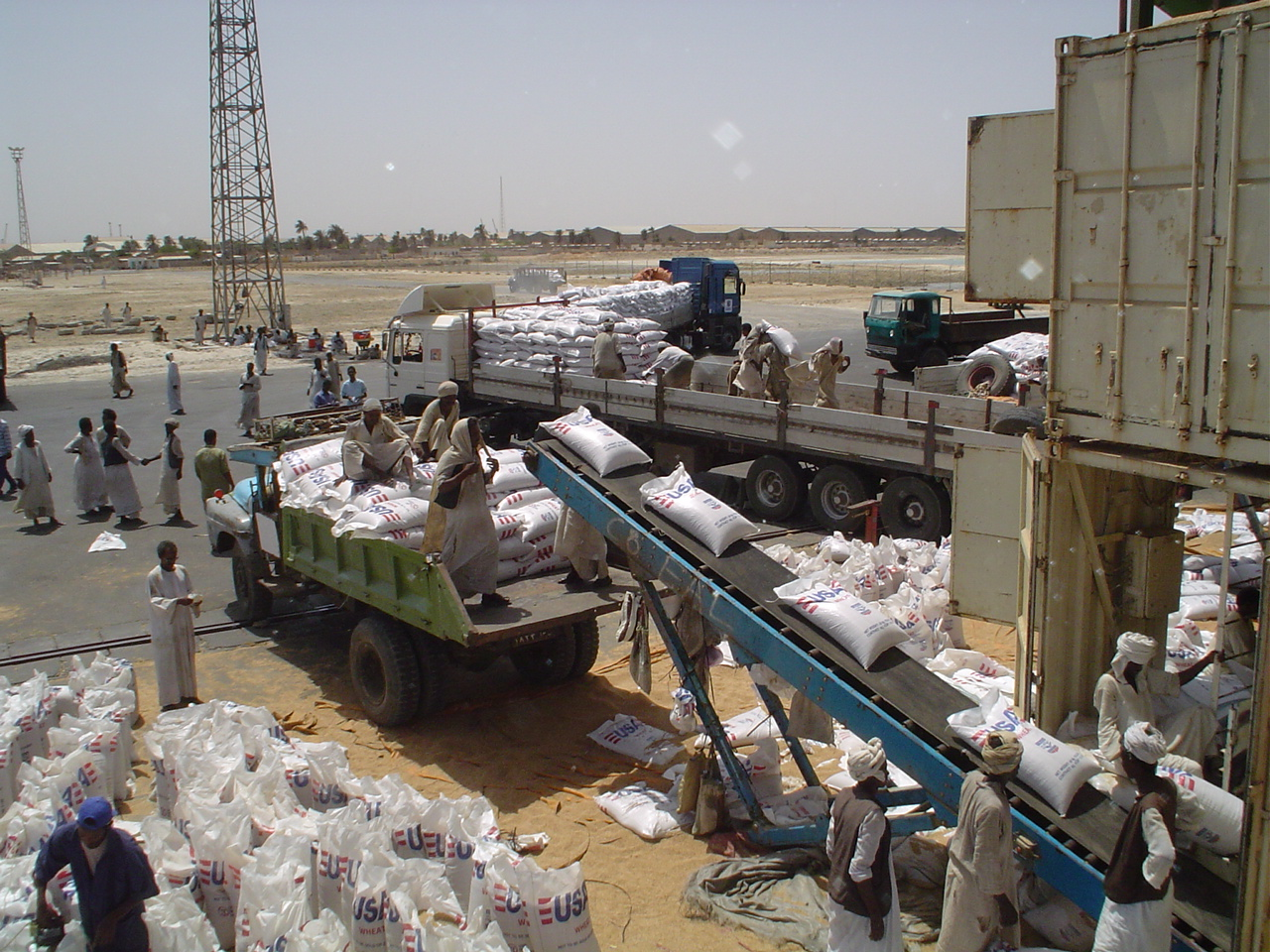
Nahrungsmittellieferung der amerikanischen Behörde für Entwicklungshilfe USAID im Hafen von Port Sudan im Oktober 2003

Die Europäische Union finanzierte von 2004 bis 2006 mit 200 Millionen US-Dollar den größten Teil der Kosten für die AMIS-Beobachtermission. Für die AMIS wurden bis Dezember 2005 32 Lager zur Unterbringung von insgesamt 9300 Mitarbeitern gebaut. Sie konnte jedoch keinen wesentlichen Einfluss auf das Kampfgeschehen ausüben. Das Entscheidungsmonopol für den Einsatz lag bei der Afrikanischen Union, die sich Kritik an der sudanesischen Regierung enthielt, von der die Mission bei der praktischen Durchführung abhängig war. Im Rahmen der AMIS begann die Versorgung mit Hilfsgütern, die Khartum gänzlich ausländischen NGOs überließ. Diese Arbeitsteilung war für die Regierung bereits im südsudanesischen Bürgerkrieg von Vorteil, wo die sudanesische Regierung von der seit 1989 zur Bekämpfung der Hungersnot durchgeführten Operation Lifeline Sudan (OLS) profitiert hatte. Im Zeichen der Friedensgespräche zwischen dem Nord- und dem Südsudan 2003 stellte die Europäische Union 400 Millionen Euro für den Wiederaufbau im Süden und denselben Betrag für den Norden zur Verfügung.
Dieselben Hilfsorganisationen, die im Südsudan tätig waren, haben ihr Einsatzgebiet nach Darfur verlagert oder erweitert. Im April 2004 war die ausländische Hilfe in Darfur noch gering, es waren nur 222 NGO-Mitarbeiter vor Ort, wovon ein Teil mit Entwicklungshilfe und nicht mit Katastrophenhilfe beschäftigt war. Bis Juli 2004 gab die EU 88 Millionen Euro für Flüchtlingshilfe in Darfur aus. Während der schlimmsten Kämpfe und der massenweisen Zerstörung von Dörfern im November 2004 beklagte EU-Kommissar Poul Nielson, dass die Sicherheit für Nahrungsmitteltransporte nicht gewährleistet sei. Im Dezember zog sich die britische Organisation Save the Children, die 20 Jahre lang in Darfur gearbeitet hatte, nach dem Tod von vier ihrer Mitarbeiter zurück. Im Oktober 2005 waren fast 14.000 humanitäre Helfer von der UN und von 82 NGOs im Einsatz.
Der größte Geldgeber waren laut eigener Aussage die Vereinigten Staaten, die von Oktober 2003 bis September 2006 für humanitäre Hilfe 681 Millionen US-Dollar über das Welternährungsprogramm der Vereinten Nationen (WFP) und die Internationale Rotkreuz- und Rothalbmond-Bewegung zur Verfügung stellten. Von den Geldern, die zumeist in Flüchtlingslager flossen, waren etwa zwei Drittel für Nahrungsmittellieferungen vorgesehen, der Rest diente unter anderem zum Bau von Unterkünften und zur Versorgung mit Trinkwasser. Der Anteil von rund 23 Millionen US-Dollar an diesem Betrag für das Rote Kreuz war für Menschen, die in ihrer Heimat geblieben waren gedacht. Der Zugang zu Hilfsbedürftigen war durch Kriegshandlungen, Entführungen durch Banditen oder Reisebeschränkungen der Regierung häufig nicht oder nur eingeschränkt möglich. So musste im Januar 2006 das UN-Hilfspersonal für zwei Monate aus West-Darfur abgezogen werden und im Juli 2006 waren in Nord-Darfur 460.000 Menschen von Hilfslieferungen abgeschnitten. Kontrollposten behindern häufig den Zugang zu Gebieten, die von Rebellen kontrolliert werden.
Im April 2006 erklärten Vertreter des WFP, sie hätten nur ein Drittel der zugesagten 746 Millionen US-Dollar erhalten. Die Essensrationen mussten infolge verspäteter und unzureichender Finanzierung von 8800 kJ pro Person und Tag auf 4400 kJ gekürzt werden. UNICEF beklagte eine zunehmende Unterernährungsrate der Bevölkerung.
Mit dem Jahresende 2007 wurden die grünen Helme der AMIS durch die blauen Helme der 9000 UNAMID-Soldaten ersetzt. Dennoch häuften sich Überfälle auf Hilfskonvois; im März 2008 vermisste das WFP 37 LKWs, worauf die Hilfslieferungen für die geschätzten 2 Millionen Bedürftigen um 50 Prozent reduziert wurden. Im September 2008 war laut Human Rights Watch der Zugang zu 250.000 Notleidenden unmöglich. Der sudanesischen Regierung wurde weiterhin vorgeworfen, durch bürokratische Maßnahmen die Hilfsleistungen zu behindern. In den ersten neun Monaten des Jahres 2008 wurden 170 humanitäre Helfer entführt, 11 wurden getötet. Bis Oktober wurden 225 Fahrzeuge von Hilfsorganisationen gestohlen, im Jahr 2007 waren es 137. Im August 2008 waren 415.000 Menschen zeitweilig ohne Unterstützung, als aufgrund wiederholter Angriffe zwei größere NGOs ihre Arbeit einstellen mussten. Die bezüglich der humanitären Hilfe getroffenen Absprachen werden weder von der Regierung, noch von den Rebellen eingehalten. Der Angriff einer schwer bewaffneten Miliz auf eine UNAMID-Patrouille am 8. Juli 2008, bei dem sieben Friedenssoldaten getötet wurden, war nur das größte Einzelereignis. Insgesamt kamen 2008 mindestens 34 UN-Mitarbeiter ums Leben.
Ein weiterer Tiefschlag für die betroffene Bevölkerung war die Ausweisung von 13 Hilfsorganisationen aus dem Sudan am 4. März 2009. Sie hatten den Großteil der 2 Millionen auf Nahrungsmittel angewiesenen Menschen versorgt. Es war die Reaktion von Präsident al-Baschir auf die Anklageerhebung des Internationalen Strafgerichtshofs gegen ihn. JEM-Führer Khalil Ibrahim nahm diese Maßnahme zum Anlass, um vom UN-Sicherheitsrat die Einrichtung eines „Öl-für-Lebensmittel-Programms“ zu fordern, mit dem die Öleinnahmen der sudanesischen Regierung zwangsweise in Nahrungsmittelhilfe umgelenkt werden sollten. Die Hilfsleistungen an die betroffene Bevölkerung verringerten sich seither deutlich, da die sudanesische Regierung nicht bereit oder in der Lage war, die Nothilfe zu übernehmen. Sie wurde zum Teil von den verbliebenen einheimischen Mitarbeitern der betreffenden Organisationen weitergeführt. Die Computer und Fahrzeuge der ausgewiesenen NGOs wurden beschlagnahmt und ihre Leiter in Khartum zur finanziellen Abwicklung ihrer Ausweisung festgehalten. Sie hatten angeblich durch ihre „selbstverschuldete“ Ausweisung gegen sudanesisches Kündigungsrecht verstoßen und wurden daher verpflichtet, jedem ihrer sudanesischen Mitarbeiter sechs Monatsgehälter zu bezahlen. Das entsprechende Gesetz für diese Abfindungszahlungen wurde eigens geschaffen. Die noch in einer Region, die keine klaren Frontlinien mehr kannte, tätigen westlichen Ausländer waren vermehrt der Gefahr von Entführungen mit Lösegeldforderungen ausgesetzt.
In einer Erklärung vom Juni 2019 verweist Amnesty International auf Kriegsverbrechen mit Regierungsbeteiligung in Darfur im Jahr 2018 und kritisiert den geplanten Abzug der UNAMID. Nach der Absetzung al-Baschirs im April 2019 wurde Darfur für Hilfsorganisationen insgesamt sicherer zugänglich. Ausnahme blieb das schwer zugängliche Bergland um den Jebel Marra. In diesem nur mit Eseln oder Kamelen erreichbaren Rückzugsgebiet leisten schwarzafrikanische Bevölkerungsgruppen weiterhin Widerstand gegen die Regierung und gegen Überfälle der Dschandschawid. Das Gebiet ist wirtschaftlich vom übrigen Sudan nahezu isoliert und verfügt über keine medizinische Versorgung. Seit März 2021 existiert dort erstmals eine von Ärzte ohne Grenzen eingerichtete Krankenstation.

## Rechtliche Verantwortung

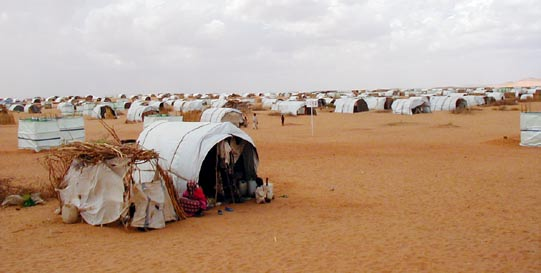
Flüchtlingslager außerhalb von Al-Fāschir im Juni 2004

Die internationale Diskussion über Darfur wurde vor allem von zwei Themen beherrscht: Im Juli 2004 verabschiedete der Kongress der Vereinigten Staaten eine Resolution, nach welcher die Verbrechen der sudanesischen Regierung und der Dschandschawid in Darfur als Völkermord (Genozid) zu bezeichnen seien. Die US-amerikanische Save Darfur-Kampagne und andere Organisationen hatten zuvor mit Verweis auf den Völkermord in Ruanda die Verwendung dieses Begriffes gefordert. Eine als Völkermord erklärte Situation würde nach der UN-Resolution von 1948 die Unterzeichnerländer zum Einschreiten zwingen, wobei aufgrund der rechtlichen Definition der Vorsatz und die Verantwortung der sudanesischen Regierung für das gegen ein ganzes Volk gerichtete Morden nachweisbar sein müsste. Wegen dieser Nachweisschwierigkeit wird der Begriff von den Vereinten Nationen, Amnesty International und Human Rights Watch nicht verwendet. Letztere greifen stattdessen auf die Termini „Ethnische Säuberungen“, „Verbrechen gegen die Menschlichkeit“ und „Kriegsverbrechen“ zurück.
Aus der Diskussion um den Begriff Völkermord entwickelte sich die Frage nach der strafrechtlichen Konsequenz. Mit der Resolution 1593 des UN-Sicherheitsrats wurde der Internationale Strafgerichtshof (IStGH) autorisiert, die Situation in Darfur zu untersuchen. Aufgrund dieser Untersuchungen erließ der IStGH 2007 Haftbefehle gegen den sudanesischen Staatsminister für humanitäre Angelegenheiten Ahmad Harun und den Dschandschawid-Anführer Ali Kuschaib. Diese beiden Personen sollen für Verbrechen der Dschandschawid verantwortlich sein. Der Sudan erkennt die Zuständigkeit des IStGH nicht an und verweigert die Auslieferung der Gesuchten.
Am 14. Juli 2008 kündigte der Chefankläger des IStGH an, Haftbefehl wegen Völkermordes gegen den sudanesischen Präsidenten al-Baschir zu beantragen. UN-Generalsekretär Ban Ki-moon, die Afrikanische Union, die Arabische Liga sowie die Regierung des Sudan selbst äußerten Bedenken. Dennoch erließ der Internationale Strafgerichtshof Anfang März 2009 den beantragten Haftbefehl. Dieser erging – abweichend vom Antrag des Chefanklägers – allein wegen Verbrechen gegen die Menschlichkeit und Kriegsverbrechen, aber nicht wegen Völkermord. Ein neuer Haftbefehl gegen al-Baschir, den der IStGH am 12. Juli 2010 ausstellte, beinhaltete auch die Anklage wegen Völkermordes. Im August 2021 gab der sudanesische Ministerrat bekannt, den abgesetzten Staatspräsidenten al-Baschir an den IStGH ausliefern zu wollen.
Den ersten Prozess gegen einen Angeklagten im Darfur-Konflikt eröffnete der IStGH Anfang April 2022 gegen Ali Kuschaib, der sich im Juni 2021 hatte verhaften lassen. Er ist wegen Kriegsverbrechen und Verbrechen gegen die Menschlichkeit in den Jahren 2003 und 2004 angeklagt.

## Kein Fazit

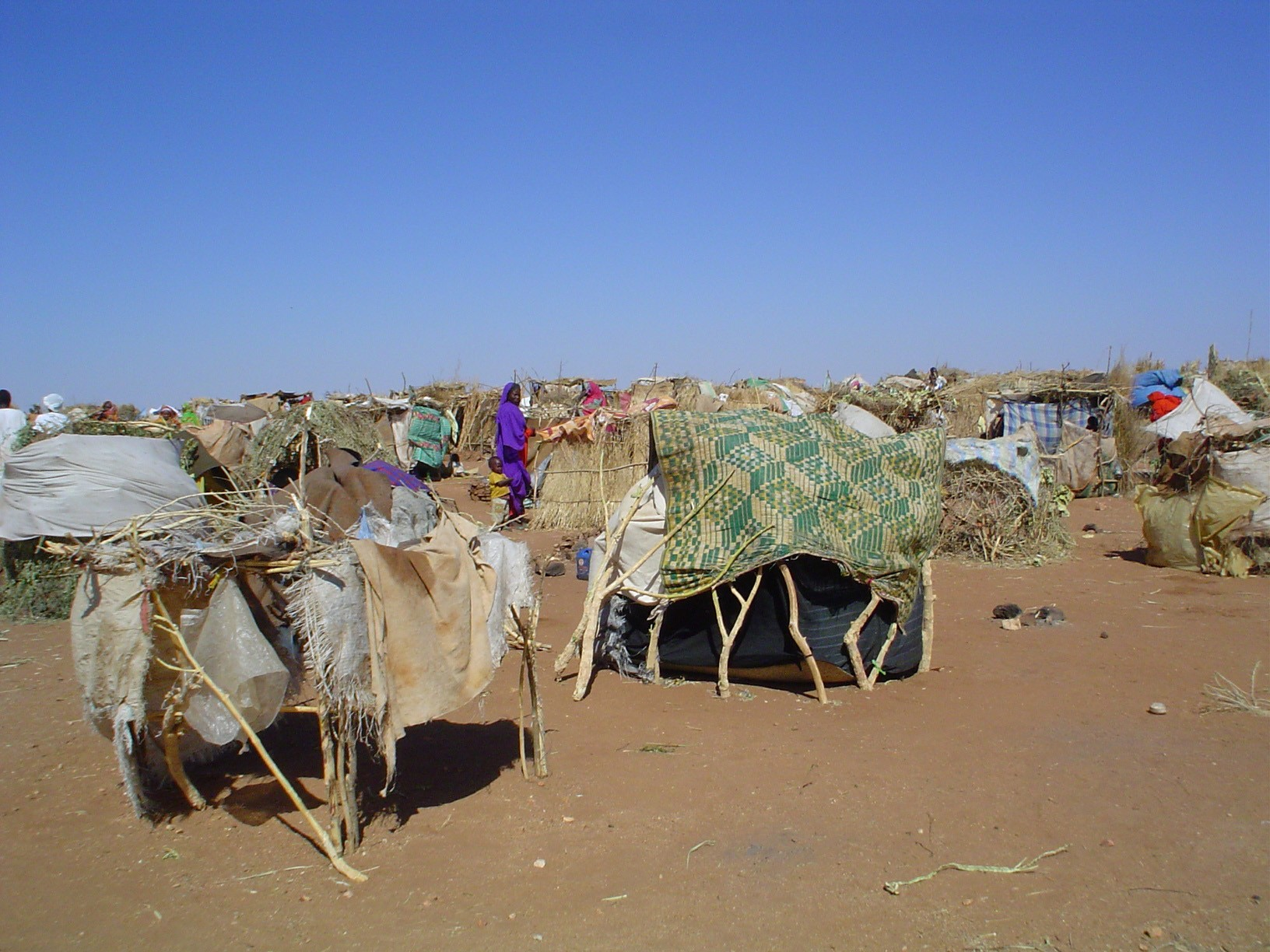
Flüchtlingslager bei Nyala

Im Juli 2008 waren etwa 4,5 Millionen Menschen von dem Konflikt betroffen. Davon waren 2,5 Millionen innerhalb der Region Vertriebene und weitere 2 Millionen Menschen waren nach UN-Schätzung auf Hilfslieferungen angewiesen. 2007 waren 230.000 Menschen von Darfur in den Tschad geflohen, 110.000 waren im Tschad und 150.000 innerhalb der Zentralafrikanischen Republik heimatlos geworden. Die Verhandlungen in Abuja 2006 waren ein Fehlschlag, das Friedensabkommen wurde nicht umgesetzt. Im Gegenteil, es kam nach der Unterzeichnung zu weiteren Abspaltungen innerhalb der Rebellenbewegung mit der Folge von zunehmender Gewalt. Kleine Rebellengruppen gleiten seit dieser Zeit zunehmend in den Bereich gewöhnlicher Kriminalität ab, so gelangen sie häufig nur durch Diebstahl in den Besitz von Fahrzeugen. Allein zwischen April und Juni 2008 wurden 70 Fahrzeuge von Hilfsorganisationen gestohlen. Hilfsleistungen vor Ort werden durch die schlechte Sicherheitslage und Reisebeschränkungen der Regierung behindert, dennoch sind 17.000 Helfer (Mitte 2008) im Einsatz. Aus allen drei Regionen Darfurs wurden 2008 Luftangriffe der sudanesischen Regierung und Kämpfe zwischen Rebellenfraktionen gemeldet.
Das vom 17. Jahrhundert bis 1916 bestehende Fur-Sultanat wurde von der Keira-Dynastie regiert, einer gesellschaftlichen Elite, deren Mitglieder Fur und auch Zaghawa waren und deren Geschichtsmythos, ähnlich wie bei arabischen Sultanaten, bis zum Propheten zurückreichte. Es gab eine Identität, die sich eher geografisch als ethnisch an dieser einst wirtschaftlich starken und politisch einflussreichen Grenzregion orientierte. Festveranstaltungen am Hof waren für sämtliche Volksgruppen offen. Ethnische Konstruktionen wurden durch häufige Mischehen in Frage gestellt. In den 1970er Jahren waren alle Ländereien (Dar) mehr oder weniger ethnisch gemischt, wobei die kleineren Gruppen oder Neusiedler gezwungen waren, das Gewohnheitsrecht der größeren Gruppe zu befolgen. Einem Rückblick auf die „heile Welt“ steht entgegen, dass durch Bürgerkrieg und Vertreibung neue politische Identitäten gebildet wurden und die Verfügbarkeit von Waffen die bisherige Machtverteilung geändert hat. Die zunehmende Zersplitterung der einzelnen Krieg führenden Parteien hin zur Bildung von Banden ist Folge verloren gegangener traditioneller Machtstrukturen. Auf der anderen Seite ergeben sich neue gesellschaftliche Einordnungen: So können Scheichs, die bislang nur eine überschaubare Gemeinde um sich geschart hatten, in Flüchtlingslagern ihre Anhängerschaft vergrößern, Menschen können in sozialen Hilfsprojekten Selbstvertrauen erwerben und die – im Kleinen keine Kleinigkeit – von der FAO speziell an Frauen, die Haushaltsvorstände sind, ausgegebenen Milchziegen oder Esel sind ein Beitrag, damit diese am wirtschaftlichen Tauschhandel ihrer Gemeinschaft teilnehmen können.